# Târzia
Târzia es una localidad rumana de la comuna de Brusturi, en el condado de Neamț.

## Toponimia
El nombre del lugar puede encontrarse escrito con las grafías Tîrzia y Târzia.

## Historia
Hacia finales del siglo XIX, la localidad, que por entonces pertenecía al condado de Suceava, formaba parte de la comuna de Boroaia y tenía contabilizada una población de 289 habitantes.
En la segunda mitad del siglo XX había pasado a formar parte de la comuna de Brusturi, en el condado de Neamț. En el censo de 2021 la localidad tenía una población de 683 habitantes.